# Kostiantyn Stryzhak
Kostiantyn Olexandrovych Stryzhak –en ucraniano, Костянтин Олександрович Стрижак– (22 de noviembre de 1980) es un deportista ucraniano que compitió en lucha grecorromana. Ganó una medalla de plata en el Campeonato Europeo de Lucha de 2004, en la categoría de 120 kg.

## Palmarés internacional
| Campeonato Europeo | Campeonato Europeo | Campeonato Europeo | Campeonato Europeo |
| Año                | Lugar              | Medalla            | Categoría          |
| ------------------ | ------------------ | ------------------ | ------------------ |
| 2004               | Haparanda (Suecia) | Medalla de plata   | 120 kg             |